# Ferguson Shipbuilders
Ferguson Shipbuilders Limited ist eine Werft in Port Glasgow am Clyde in Schottland. Ferguson ist der letzte Schiffbauer am Unterlauf des Clyde und die letzte Handelsschiffswerft am ganzen Fluss. Bekannte Erzeugnisse der Werft waren Schwimmbagger und Autofähren.

## Geschichte
Das Unternehmen wurde im März 1903 als Ferguson Brothers von den vier Brüdern Peter, Daniel, Louis und Robert Ferguson gegründet. Vorher hatten alle bei der Werft Fleming & Ferguson in Paisley gearbeitet und zwischenzeitlich kurz ein technisches Beratungsbüro unterhalten, bevor sie von Clyde Shipping Co. Ltd. einen Bauauftrag über zwei Dampfschlepper erhalten hatten und zu diesem Zweck die vormalige Newark Werft in Port Glasgow für 500 Pfund pro Jahr pachteten. Die Brüder fuhren fort, Schlepper und Schwimmbagger zu bauen und erwarben schon 1907 das Grundstück der Werft von Messrs. W. Hamilton. Nachdem das Unternehmen 1912 zur Ferguson Brothers (Port Glasgow)Ltd. Gesellschaft umgewandelt wurde, gelang es John Slater Ltd. (Amalgamated Industries) nach dem Ende des Ersten Weltkriegs das Unternehmen zu übernehmen. Die Werft produzierte neben Hopperbaggern und Frachtschiffen auch das Polarforschungs- und Entdeckungsschiff Discovery II. Es gelang der Ferguson Familie jedoch Ende der 1920er Jahre wieder in den Besitz des Unternehmens zu kommen.
Während des Zweiten Weltkriegs baute Ferguson Trawler, Korvetten, Netzleger, Marineschlepper, Zweischrauben-Saugbagger und vier Passagier- und Fahrzeugfähren für die Türkei.
In der Nachkriegszeit schloss man an das Vorkriegs-Bauprogramm an und stellte wieder, bis in die 1970er Jahre, Eimerketten- und andere Schwimmbagger her. Erst nach dem Tod von Bobby Ferguson im Jahr 1955 wurden größere Anteile von der Lithgows Ltd. erworben, welche die Werft mit ihren etwa 500 Firmenangehörigen 1961 komplett übernahm. Die Werft bildete innerhalb der Scott Lithgow Gruppe von 1969 bis 1977 eine eigenständige Einheit.
Am 1. Juli 1977 wurde die Werft in die staatliche British Shipbuilders Corporation eingegliedert. Ab 1980 wurde eine Kooperation zwischen Ferguson Brothers und der Ailsa Shipbuilding Company begonnen, bevor man sie 1983 auch rechtlich zu Ferguson-Ailsa, Limited zusammenschloss. Schon 1986 trennte man beide Unternehmen jedoch wieder, um  Ailsa zu verkaufen und Ferguson mit Appledore Shipbuilders in Devon zu Appledore Ferguson zusammenzuschließen. Ende der 1980er Jahre waren die verhältnismäßig kleinen Appledore und Ferguson Werften unter den letzten im Staatsbesitz verbliebenen. Ferguson und Appledore wurden 1989 wieder geteilt und Clark Kincaid erwarb Ferguson im selben Jahr, um die Werft als Ferguson Shipbuilders weiter zu betreiben. Schon im Jahr darauf wurde Clark Kincaid selber von Kvaerner übernommen und in  Kvaerner Kincaid umbenannt. Nur ein weiteres Jahr später veräußerte Kvaerner Ferguson Shipbuilders Ltd. wiederum an Ferguson Marine plc. Das komplette Aktienpaket an Ferguson Marine wurde 1995 von der Holland House Electrical Group übernommen. Am 15. August 2014 stellte die zahlungsunfähige Werft ihren Betrieb ein und sucht einen Käufer.

## Baunummern
Eine Besonderheit bilden die Baunummern der Ferguson Werft. Die Baunummern der bei Ferguson entstandenen Schiffe schlossen die von Fleming & Ferguson bis 1902 benutzten Baunummernfolge an. Erst 1985 wurde ein neues Nummernsystem eingeführt, indem man wiederum einfach die bei Ailsa verwendeten Baunummernfolge weiterführte.